# Fresenius SE
Fresenius SE & Co. KGaA er en tysk forskelligartet medicinaludstyrsvirksomhed med hjemsted i Bad Homburg, Tyskland. 
Fresenius-koncernen tilbyder produkter og services til dialyse til patienter indlagt på hospitaler og udenfor hospitalerne. I forlængelse deraf fokuserer Fresenius på hospitalsforvaltning og ingeniørvidenskab og services inden for medicinske klinikker.
16. juli 2007 færdiggjorde virksomheden konverteringen fra et tysk aktieselskab (AG), til et EU-aktieselskab (SE). Igen 28. januar 2011 ændrede virksomheden status til Kommanditgesellschaft auf Aktien (KGaA) med en Societas Europaea (SE & Co. KGaA).

## Koncernstruktur
Fresenius består af fire forretningsområder: Fresenius Medical Care (et børsnoteret aktieselskab hvor Fresenius ejer 36 %), Fresenius Helios, Fresenius Kabi og Fresenius Vamed. Aktiviteterne spænder over 100 lande og seks kontinenter og på verdensplan er der over 137.000 medarbejdere og i 2010 var omsætningen på 15,972 mia. Euro.
- Fresenius Medical Care er førende indenfor nyredialyse. Den Nordamerikanske afdeling af Fresenius Medical Care har hovedkvarter i Waltham, Massachusetts.

- Fresenius Helios Kliniken har over 60 hospitaler og mere end 18.500 sengepladser, der behandles over 2 millioner patienter årligt. Hospitalsudbyderen er en af de største udbydere af behandling til indlagte og ikke indlagte patienter i Tyskland.

- Fresenius Kabi er markedsledende på det europæiske marked indenfor infusions- og ernæringsterapi. Yderligere aktiviteter omfatter infusions- og blodtransfusionsteknologi og ambulant sundhedspleje.

- Fresinius Vamed tilbyder høring, planlægning, konstruktion og udrustning af hospitaler, kurbade, ældrecentre, forvaltning af sundhedsfaciliteter og projektudvikling indenfor sundhedsturisme.